# Juventas

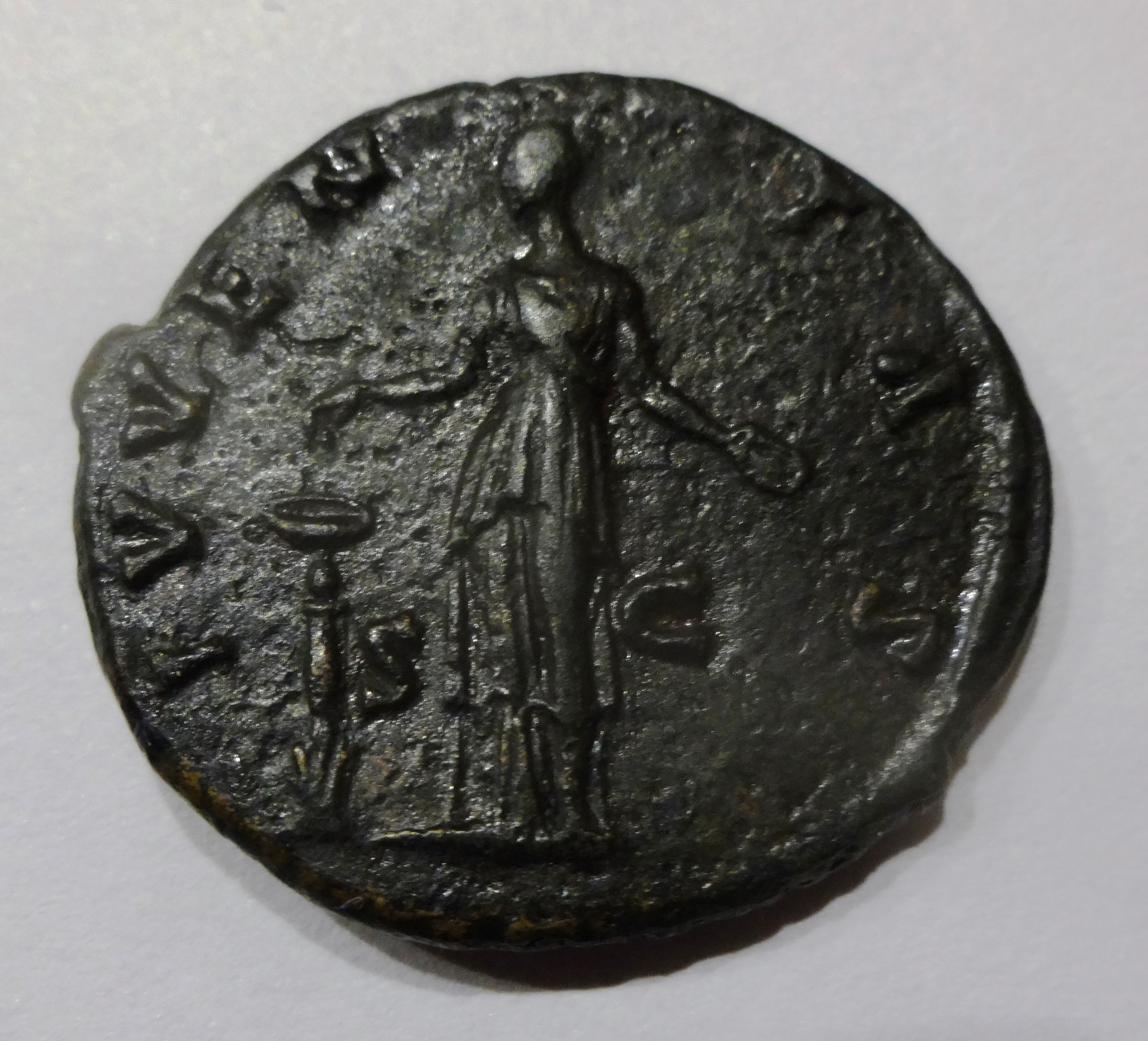
Iuventas na rubu asu Marka Aurelia

Juventas „mladost“, též Juventus, je římská bohyně, která byla strážkyní iuvenes – mladých mužů. Bděla nad virilis („mužností, vitalitou“) římského státu a zajišťovala jeho vojenskou moc reprezentovanou mladými válečníky a růst a zachování Říma jako takového. Iuvenes věnovali minci její svatyni, když poprvé oblékli tógu (togu virilis) – oděv dospělých mužů.
Její nejstarší kultovní místo mezi řadou svatyň zasvěcených dalším božstvům se nacházelo na Kapitolu, kde na přelomu 7. a 6. století př. n. l. král Tarquinius Priscus započal stavbu chrámu Jupitera Optima Maxima. Podle tradice ona a Terminus odmítli odstranění svých svatyň, a proto musely být začleněny do nové stavby. Tím tato dvě božstva zajistila Římu věčné mládí a pevné hranice. Juventina aedicula se tak stala součástí Minerviny celly.
Roku 218 př. n. l. jí bylo na příkaz sybilských knih vystrojeno lectisternium a poblíž Herkulova chrámu pronesli supplicatio. To napovídá o jejím ztotožnění s řeckou Hebe, olympskou manželkou Herakla. Samostatný chrám této bohyně – Aedes Iuventas – byl přislíben konzulem Markem Liviem Salinatorem při bitvě Bitvě nad Metaurem roku 207 př. n. l.,stavba počala roku 204 př. n. l. a nakonec byl chrám vysvěcen roku 193 př. n. l. Na počest bohyně se poté slavily 19. prosince hry ludi Iuvantatis. Roku 16 př. n. l. chrám vyhořel a nakonec byl obnoven Augustem, který tím usiloval o symbolické omlazení Římské říše. Vytvořil také titul principes iuventutis „první mezi mladými“, kterým obdařil své vnuky Gaia Caesara a Lucia Caesara. Chrám ležel nedaleko Circa Maxima a Summanova chrámu, tedy nejspíše na Aventinu.
Georges Dumézil vysvětluje podání o zachování svatyň Juventas a Termina v chrámu Jupitera Optima Maxima tím, že se jedná o Jupiterova pomocná božstva. Juventas je podle jeho názoru 
bohyní chránící základní a zárodečnou část společnosti – iuvenes, analogickou védskému Arjamanovi, perskému Airjamanovi a zarathuštrickému Sraošovi, zatímco Termina vykládá jako druhé pomocné božstvo ručící za spravedlivé rozdělování bohatství, především nemovitého.